# 国見峠 (宮城県・福島県)
国見峠（くにみとうげ）は、宮城県白石市にある峠。福島県伊達郡国見町との境に近い。標高195m。峠の両側とも阿武隈川水系である。別名越河峠（こすごうとうげ）。

## 概要
峠は西に奥羽山脈、東に阿武隈高地の山々が迫る鞍部にある。奈良時代には坂上田村麻呂が関所を置いた（下紐の関）。江戸時代には奥州街道が通り、峠には仙台藩の越河番所が置かれ、その南と北には貝田宿と越河宿があった。現代は国道4号、東北本線、東北自動車道の東北地方の主要幹線が通過する。東北新幹線は峠の西を蔵王トンネルで貫く。
国見町の町名は峠の名が由来である。
東北本線の藤田 - 白石間においては急勾配の難所と知られ、単線時代はこの峠を迂回するために丸森線（現在の阿武隈急行線）が建設されるほどであった。また、現代でもこの峠は制限速度が低く抑えられ、荒天時には強風による運転の見合わせが頻発するボトルネックとなっている。
国道4号においても福島側からの下り線の登り坂は登坂車線が長距離に渡り整備され、麓にはチェーン着脱場を兼ねた駐車場が整備されている。2014年2月の「大雪」では多数の車両が数キロに渡り立ち往生し、自衛隊の災害派遣を要請するほどであった。

## 周辺
- 厚樫山
- 阿津賀志山防塁
- 貝田駅
- 国見サービスエリア